# 미하엘 프론체크
미하엘 프론체크(독일어: Michael Frontzeck, 1964년 3월 26일, 노르트라인-베스트팔렌 주 묀헨글라트바흐 ~)는 독일의 프로 축구 감독이자 전 선수로, 가장 최근에 볼프스부르크의 수석코치로 부임했다.
현역 선수 시절, 그는 좌측 수비수로 분데스리가에서 묀헨글라트바흐 소속으로 3차례 활약했다. 그는 프리미어리그의 맨체스터 시티 외에도 슈투트가르트, 보훔, 프라이부르크를 거쳤고, 독일 국가대표팀 경기에 19번 출전했고, 유로 1992의 명단에 이름을 올렸다. 감독으로서, 프론체크는 알레마니아 아헨, 아르미니아 빌레펠트, 묀헨글라트바흐, 장크트 파울리, 하노버 96, 그리고 카이저슬라우테른을 지도했다.

## 선수 경력
프론체크는 1982년에 묀헨글라트바흐에서 프로 무대 신고식을 치렀다. 1989년부터 1994년까지는 슈투트가르트에서 좌측 수비수로 활약했다. 그는 1995-96 시즌에 묀헨글라트바흐로 복귀했지만, 그 다음 시즌인 1996-97 시즌에 맨체스터 시티로 이적하며 해외 무대로 진출했다. 프라이부르크를 거친 프론체크는 묀헨글라트바흐에서 마지막 시즌을 보내고 2000년 5월에 축구화를 벗었다.
그는 1984년부터 1992년까지 독일 국가대표팀에서 활약하며 유로 1992에 준우승으로 입상했다.

## 감독 경력
프론체크는 묀헨글라트바흐 수석코치로 2000년부터 2003년까지 역임했고, 하노버 96에서도 2004년부터 2005년까지 같은 보직을 맡았다. 그는 2006년 9월 13일에 알레마니아 아헨의 감독으로 취임했지만, 2006-07 시즌이 끝나고 소속 구단이 강등되면서 사임했다. 2008년 1월, 그는 아르미니아 빌레펠트에서 데틀레프 담마이어 대행 감독의 후임으로 겨울 휴식기 이후 지휘봉을 잡았다. 프론체크의 계약은 2010년까지 연장되었지만, 2009년 5월 17일에 계약된 임기가 만료되기 전에 해임되었다.

### 묀헨글라트바흐
2009년 6월 3일, 묀헨글라트바흐는 프론체크가 친정 구단의 신임 감독으로 복귀한다고 발표했다. 그는 2011년 6월 30일까지 유효한 2년짜리 계약서에 서명했다. 2011년 2월 13일, 장크트 파울리전 패배 후, 프론체크는 묀헨글라트바흐 감독직에서 경질되었다. 그는 해임 직전까지 16승 14무 31패를 기록했다.

### 장크트 파울리
2012년 10월 3일, 그는 안드레 슈베르트 감독의 후임으로 장크트 파울리 사령탑에 올랐다. 그는 2013년 11월 6일에 경질 통보를 받았다. 그는 장크트 파울리 임기에 15승 10무 5패를 기록했다.

### 하노버 96
그는 2015년 4월 20일에 하노버 96의 신임 감독으로 취임했다. 그의 취임 후 첫 경기는 1-2로 패한 호펜하임전이었다. 하노버는 2014-15 시즌 최종전에서 아우크스부르크전, 프라이부르크전 승리로 끝냈는데, 두 경기 결과 모두 2-1이었고, 볼프스부르크와 베르더 브레멘을 상대로는 비겼다. 아우크스부르크전 승리는 하노버의 2015년 첫 승이기도 했다. 2015년 5월 28일, 하노버는 임시 감독 신분이었던 프론체크를 정식 감독으로 임명하고 2년 계약을 맺었다. 그는 2015년 12월 21일에 사표를 제출했다. 그는 하노버에서 7승 4무 13패를 기록했다.

### 카이저슬라우테른
2018년 2월 1일, 프론체크는 제프 스트라서의 후임으로 카이저슬라우테른 감독이 되었다. 그의 임기 첫 경기는 2-1로 이긴 브라운슈바이크와의 2018년 2월 4일 경기였다. 그러나, 그는 2018년 12월 1일에 해임되었다.

### 볼프스부르크
2021년 6월 6일, 프론체크는 볼프스부르크에 마르크 판 보멀 신임 감독을 보좌할 수석 코치로 합류했다. 2021년 10월에 판 보멀 감독이 해임된 직후, 프론체크는 임시 감독을 맡았다. 그러나, 그는 이 직위를 실제로 맡지 못했는데, 판 보멀의 해임 이튿날, 플로리안 코펠트가 취임했다. 프론체크는 2022년 6월에 구단을 떠났다.

## 감독 기록
2018년 11월 30일 기준
| 구단                | 취임            | 해임             | 기록 | 기록 | 기록 | 기록 | 기록 | 기록 | 기록 | 기록  | 주            |
| 구단                | 취임            | 해임             | 전   | 승   | 무   | 패   | 득   | 실   | 차   | 율    | 주            |
| ------------------- | --------------- | ---------------- | ---- | ---- | ---- | ---- | ---- | ---- | ---- | ----- | ------------- |
| 알레마니아 아헨     | 2006년 9월 13일 | 2007년 5월 19일  | 34   | 10   | 7    | 17   | 51   | 72   | −21  | 29.41 | [ 30 ]        |
| 아르미니아 빌레펠트 | 2008년 1월 4일  | 2009년 5월 17일  | 53   | 8    | 22   | 23   | 46   | 81   | −35  | 15.09 | [ 31 ] [ 32 ] |
| 묀헨글라트바흐      | 2009년 6월 3일  | 2011년 2월 13일  | 61   | 16   | 14   | 31   | 81   | 122  | −41  | 26.23 | [ 9 ]         |
| 장크트 파울리       | 2012년 10월 3일 | 2013년 11월 6일  | 40   | 15   | 10   | 15   | 56   | 57   | −1   | 37.50 | [ 12 ]        |
| 하노버 96           | 2015년 4월 20일 | 2015년 12월 21일 | 24   | 7    | 4    | 13   | 29   | 38   | −9   | 29.17 | [ 22 ]        |
| 카이저슬라우테른    | 2018년 2월 1일  | 2018년 12월 1일  | 36   | 15   | 8    | 13   | 63   | 57   | +6   | 41.67 | [ 33 ]        |
| 합계                | 합계            | 합계             | 248  | 71   | 65   | 112  | 326  | 427  | −101 | 28.63 | —             |

## 수상
묀헨글라트바흐
- DFB-포칼 준우승: 1983–84

슈투트가르트
- 분데스리가: 1991–92
- DFL-슈퍼컵: 1992[34]

독일
- 유럽 선수권 대회 준우승: 1992